# Campinho (Reguengos de Monsaraz)
Campinho é uma povoação portuguesa do Município de Reguengos de Monsaraz que foi sede da extinta Freguesia de Campinho, freguesia que tinha 53,64 km² de área e 708 habitantes (2011), e, por isso, uma densidade populacional de 13,2 h/km².
A Freguesia de Campinho, que foi criada no ano de 1988, por desmembramento de território da Freguesia de Campo, foi extinta (agregada) em 2013, no âmbito de uma reforma administrativa nacional, para, em conjunto de novo com a Freguesia de Campo, formar uma nova freguesia denominada União das Freguesias de Campo e Campinho com a sede em Campinho.

## População
| População da freguesia de Campinho | População da freguesia de Campinho | População da freguesia de Campinho | População da freguesia de Campinho | População da freguesia de Campinho | População da freguesia de Campinho | População da freguesia de Campinho | População da freguesia de Campinho | População da freguesia de Campinho | População da freguesia de Campinho | População da freguesia de Campinho | População da freguesia de Campinho | População da freguesia de Campinho | População da freguesia de Campinho | População da freguesia de Campinho |
| ---------------------------------- | ---------------------------------- | ---------------------------------- | ---------------------------------- | ---------------------------------- | ---------------------------------- | ---------------------------------- | ---------------------------------- | ---------------------------------- | ---------------------------------- | ---------------------------------- | ---------------------------------- | ---------------------------------- | ---------------------------------- | ---------------------------------- |
| 1864                               | 1878                               | 1890                               | 1900                               | 1911                               | 1920                               | 1930                               | 1940                               | 1950                               | 1960                               | 1970                               | 1981                               | 1991                               | 2001                               | 2011                               |
|                                    |                                    |                                    |                                    |                                    |                                    |                                    |                                    |                                    |                                    |                                    |                                    | 955                                | 917                                | 708                                |

Criada pela Lei nº 55/88, de 23 de Maio, com lugares desanexados da freguesia de Campo